# Nsomeka Planitia
Nsomeka Planitia is een laagvlakte op de planeet Venus. Nsomeka Planitia werd in 1994 genoemd naar Nsomeka, heldin uit de Bantoe-cultuur .
De laagvlakte heeft een diameter van 2100 kilometer en bevindt zich in de quadrangles Henie (V-58) en Barrymore (V-59).